# Finsk tango

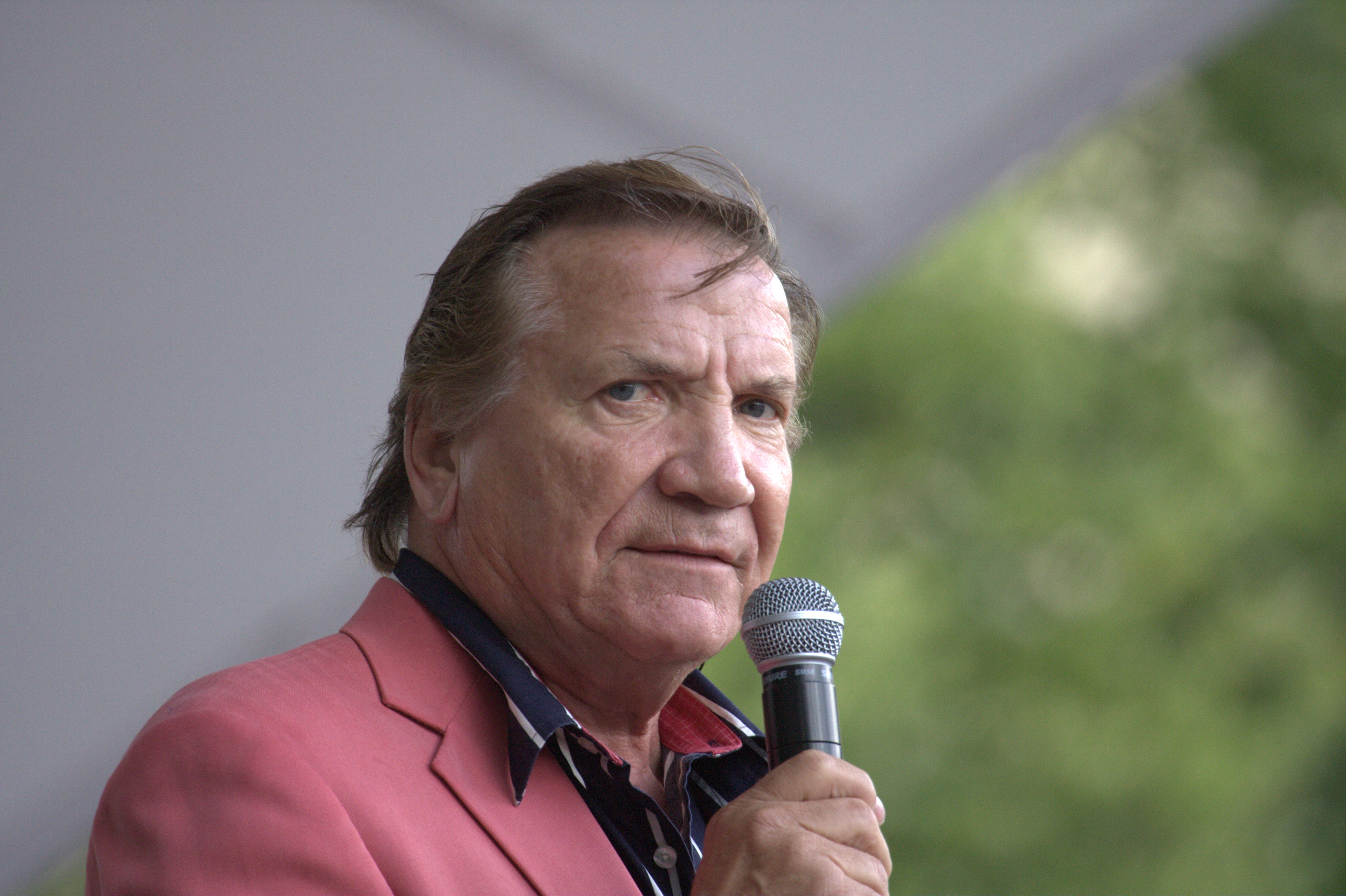
Eino Grön, finländsk tangosångare

Finsk tango är en tangovariant som har sitt ursprung i Finland. Både dansen och musiken har avlägsnat sig från sitt ursprung i den argentinska tangon och bildat en egen stil som visat sig vara en av de mest livskraftiga formerna av tango. I Finland är tangon stor och har varit stor under merparten av 1900-talet. Tangon har funnits i Finland åtminstone sedan 1913, då dansarna Evelyn Nygren och Bror Berger framförde tango på Apolloteatern i Helsingfors.

## Finsk tangomusik
Finsk tango spelas mycket taktfast, gärna med ett lätt trumkomp. Melankoli är den känslostämning som dominerar de finska tangotexterna. Olavi Virta, Eino Grön, Erkki Junkkarinen och Henry Theel är kända artister. Toivo Kärki och Unto Mononen är den traditionella finska tangons mest kända kompositörer, och de är företrädare för den melankoli som i stort präglar den finska tangomusiken.

## Dansen finsk tango
Dansen finsk tango liknar foxtrot, och bygger mer på fasta rytmfigurer än dess rioplatensiska föregångare. 

## Tangomarknaden
Varje år hålls det sedan 1985 en festival med finsk tango i den finländska inlandsstaden Seinäjoki. Festivalen Tangomarkkinat (Tangomarknaden) samlar mer än 100 000 deltagare (cirka 2 procent av Finlands befolkning på 5 miljoner). Höjdpunkten är kröningen av årets tangokung och årets tangodrottning, vilka sedan får stort utrymme i finländsk press.
Mellan åren 2009 och 2012 utsågs enbart en vinnare, en "tangokunglig".
| År   | Tangokung          | Tangodrottning      |
| ---- | ------------------ | ------------------- |
| 1985 | Kauko Simonen      |                     |
| 1986 | Teuvo Oinas        |                     |
| 1987 | Harri Lahti        | Arja Sipola         |
| 1988 | Kari Piironen      | Kirsi Rissanen      |
| 1989 | Risto Nevala       | Arja Koriseva       |
| 1990 | Jouni Raitio       | Jaana Lammi         |
| 1991 | Jaska Mäkynen      | Kaija Pohjola       |
| 1992 | Mika Pohjonen      | Eija Kantola        |
| 1993 | Sebastian Ahlgren  | Merja Raski         |
| 1994 | Sauli Lehtonen     | Tiina Räsänen       |
| 1995 | Jari Sillanpää     | Marita Taavitsainen |
| 1996 | Tomi Markkola      | Saija Varjus        |
| 1997 | Matti Korkiala     | Niina Päivänurmi    |
| 1998 | Jouni Keronen      | Kirsi Ranto         |
| 1999 | Petri Hervanto     | Taina Kokkonen      |
| 2000 | Antti Raiski       | Mira Kunnasluoto    |
| 2001 | Erkki Räsänen      | Mira Sunnari        |
| 2002 | Mikko Kilkkinen    | Johanna Pakonen     |
| 2003 | Kari Hirvonen      | Saija Tuupanen      |
| 2004 | Tommi Soidinmäki   | Johanna Debreczeni  |
| 2005 | Saska Helmikallio  | Kati Fors           |
| 2006 | Marko Lämsä        | Elina Vettenranta   |
| 2007 | Henri Stenroth     | Jenna Bågeberg      |
| 2008 | Jukka Hallikainen  | Hanna Talikainen    |
| 2009 | Amadeus Lundberg   |                     |
| 2010 | Marko Maunuksela   |                     |
| 2011 |                    | Mervi Koponen       |
| 2012 | Pekka Mikkola      |                     |
| 2013 | Kyösti Mäkimattila | Heidi Pakarinen     |
| 2014 | Teemu Roivainen    | Maria Tyyster       |
| 2015 | Aki Samuli         | Susanna Heikki      |
| 2016 | Marco Lundberg     | Erika Vikman        |
| 2017 | Teijo Lindström    | Aino Niemi          |
| 2018 | Jarno Kokko        | Saana Sassali       |

## Finsk tango i Sverige
Finsk tango är också mycket stor i Sverige bland sverigefinländarna och på många håll i Sverige finns det sverigefinska dansställen där mycket tango spelas. 
Sedan 2002 arrangerar Anders JA Rixer och Kirsti Isoaho - i Finland utbildade pardansledare -
kurser i Finsk/Nordic tango på Dans i Karlstad. Sedan 2007 arrangerar de tillsammans med Finska Föreningen och SvenskFinska Sällskapet den sverigefinska tangofestivalen, Let's Tango, i Karlstad i Värmland. Många sverigefinska tango-orkestrar och artister har blivit stora även i Finland. Bland dessa kan nämnas Jari Sillanpää.